# Orizzonti. Capolavori di Fantasia e Fantascienza
Orizzonti. Capolavori di Fantasia e Fantascienza è stata una collana editoriale di narrativa fantastica pubblicata in Italia da Fanucci Editore per dieci anni, dal 1973 al 1983, per un totale di 28 uscite.

## Elenco uscite
| Numero | Autore                          | Titolo                         | Note | Anno           |
| ------ | ------------------------------- | ------------------------------ | --- | -------------- |
| I      | Clifford D. Simak               | Pescatore di stelle            | | Gennaio 1973   |
| II     | Robert Silverberg               | Il tempo delle metamorfosi     | | Febbraio 1974  |
| III    | Brian W. Aldiss                 | Il lungo meriggio della Terra  | Fix-up di cinque testi brevi. | Settembre 1974 |
| IV     | Jack Vance                      | Crepuscolo di un mondo         | Omnibus dei primi due volumi del Ciclo della Terra morente: 1. La Terra morente. Antologia di sei racconti. 2. Le avventure di Cugel l'astuto. Fix-up di sette racconti. | Novembre 1974  |
| V      | Poul Anderson                   | Regina dell'Aria e della Notte | Raccolta creata per il mercato italiano, comprende i due romanzi brevi Regina dell'Aria e della Notte e Nessuna tregua con i tre, un racconto del macro-ciclo della Storia Tecnica e due racconti autoconclusivi. | Dicembre 1974  |
| VI     | Alexei Panshin                  | Rito di passaggio              | | Marzo 1975     |
| VII    | August Derleth (curatore)       | I Miti di Cthulhu              | Raccolta monografica sull'evoluzione del Ciclo di Cthulhu di H.P. Lovecraft, comprende cinque racconti ottocenteschi che ispirarono Lovecraft, undici racconti composti nel periodo interbellico da membri del cenacolo letterario lovecraftiano, due poesie e due racconti di Lovecraft stesso, e sei racconti moderni di suoi epigoni. | Ottobre 1975   |
| VIII.1 | Anne McCaffrey                  | Volo di drago                  | Fix-up di due romanzi brevi, primo romanzo della trilogia principale del Ciclo di Pern. | Novembre 1975  |
| IX     | James G. Ballard                | I segreti di Vermillion Sands  | Raccolta completa del ciclo di Vermillion Sands allestita dall'autore, comprende nove racconti. | Febbraio 1976  |
| X.1    | H.P. Lovecraft                  | Nelle spire di Medusa          | Primo tomo dei testi composti da Lovecraft in collaborazione o come ghostwriter, comprende tredici racconti. | Marzo 1976     |
| X.2    | H.P. Lovecraft                  | Sfida dall'infinito            | Secondo tomo dei testi composti da Lovecraft in collaborazione o come ghostwriter, comprende quindici racconti. | Settembre 1976 |
| XI.1   | John W. Campbell                | La "cosa" da un altro mondo    | Raccolta allestita dall'autore, comprende il romanzo breve La "cosa" da un altro mondo e cinque racconti. | Febbraio 1977  |
| XI.2   | John W. Campbell                | Il Manto di Aesir              | Raccolta allestita dall'autore, comprende il dittico di Sarn, il trittico della Macchina, e due racconti autoconclusivi. | Marzo 1977     |
| XII.1  | H.P. Lovecraft e August Derleth | Il guardiano della soglia      | Romanzo del Ciclo di Cthulhu composto da Derleth espandendo un frammento di Lovecraft. | Aprile 1977    |
| XII.2  | H.P. Lovecraft e August Derleth | La lampada di Alhazred         | Raccolta di quindici racconti del Ciclo di Cthulhu composti da Derleth sulla base di frammenti di Lovecraft. | Maggio 1977    |
| XIII   | Arthur Machen                   | I tre impostori                | Raccolta allestita dall'autore, comprende il ciclo completo dei Tre Impostori e tre racconti autoconclusivi. | Settembre 1977 |
| VIII.2 | Anne McCaffrey                  | La cerca del drago             | Secondo romanzo della trilogia principale del Ciclo di Pern. | Aprile 1978    |
| VIII.3 | Anne McCaffrey                  | Il drago bianco                | Terzo romanzo della trilogia principale del Ciclo di Pern. | Novembre 1979  |
| XIV    | Michael Shea                    | Simbilis                       | Romanzo "apocrifo" del Ciclo della Terra morente. | Marzo 1980     |
| XV     | Abraham Merritt                 | Il volto nell'abisso           | Romanzo fix-up del ciclo di Nicholas Graydon. | Marzo 1981     |
| VIII.4 | Anne McCaffrey                  | Il canto del drago             | Primo romanzo della Trilogia degli Arpisti entro il Ciclo di Pern. | Novembre 1981  |
| VIII.5 | Anne McCaffrey                  | La ballata del drago           | Secondo romanzo della Trilogia degli Arpisti entro il Ciclo di Pern. | Novembre 1981  |
| XVI    | James E. Gunn                   | Gli immortali                  | Romanzo fix-up del ciclo di Russell Pearce. | Gennaio 1982   |
| XVII   | Poul Anderson                   | Crociata spaziale              | | Marzo 1982     |
| VIII.6 | Anne McCaffrey                  | Il mondo del drago             | Terzo romanzo della Trilogia degli Arpisti entro il Ciclo di Pern. | Maggio 1982    |
| XVIII  | Brian W. Aldiss                 | Non stop                       | | Giugno 1982    |
| XIX    | Larry Niven                     | I costruttori di Ringworld     | Secondo romanzo della tetralogia del Mondo Anello entro il Ciclo dello Spazio Conosciuto. | Gennaio 1983   |
| XX     | Jerry Pournelle                 | I mondi e l'impero             | Romanzo autoconclusivo entro l'universo narrativo del CoDominium. | Novembre 1983  |